# Alexandre Aguado
Pour les articles homonymes, voir Aguado.
Alexandre Marie Aguado, marquis de Las Marismas del Guadalquivir  (les marais du Guadalquivir, dont il finança les travaux de drainage), vicomte de Monte Ricco, est un militaire, banquier, collectionneur d'art et mécène espagnol, né le 29 juin 1784 et mort à Gijón (Espagne) le 12 avril 1842, inhumé au cimetière du Père-Lachaise (division 45).

## Biographie
Né dans une famille « vieux chrétien » de Séville, originaire de La Rioja, Alexandre Aguado est le fils d'Alejandro Aguado de las Marismas, conde de Montelirion, et de Mariana Remirez de Estenoz y Herrera.
Il sert avec distinction durant la guerre d'Espagne d'abord contre les troupes françaises et ensuite aux côtés de Joseph Bonaparte.
Après la bataille de Baylen (1808), il entre dans l'armée française et parvient au grade de colonel, servant comme aide-de-camp du maréchal Soult.
Contraint à l'exil en 1815, il se lance dans les affaires à Paris. Grâce aux relations de sa famille à La Havane et au Mexique, il accumule, en peu de temps, une fortune suffisante pour créer une maison de banque. Le gouvernement espagnol lui donne carte blanche pour négocier les emprunts de 1823, 1828, 1830 et 1831 et Ferdinand VII d'Espagne le fait marquis (1829), le décore de plusieurs ordres (ordre de Charles III (1830), ordre d’Isabelle la Catholique (1833)), et lui accorde d'importantes concessions minières en Espagne. Aguado négocie également l'emprunt grec de 1834.
En 1828, renonçant à son rôle de courtier de la couronne espagnole, il s'installe à  Paris et est naturalisé français; il possède de grandes propriétés en France.
En 1827, il achète le château de Petit-Bourg à Évry-sur-Seine, dont il devient le maire en 1831 ; il le revend en 1840 à la suite du tracé du Paris-Orléans qui l'exproprie pour partie ; à proximité, près de Corbeil, il achète la papeterie d'Essonne. En 1834, il fait venir à Évry son ancien compagnon d'armes et libertador de l'Argentine, le général José de San Martín, qui y achète une maison.

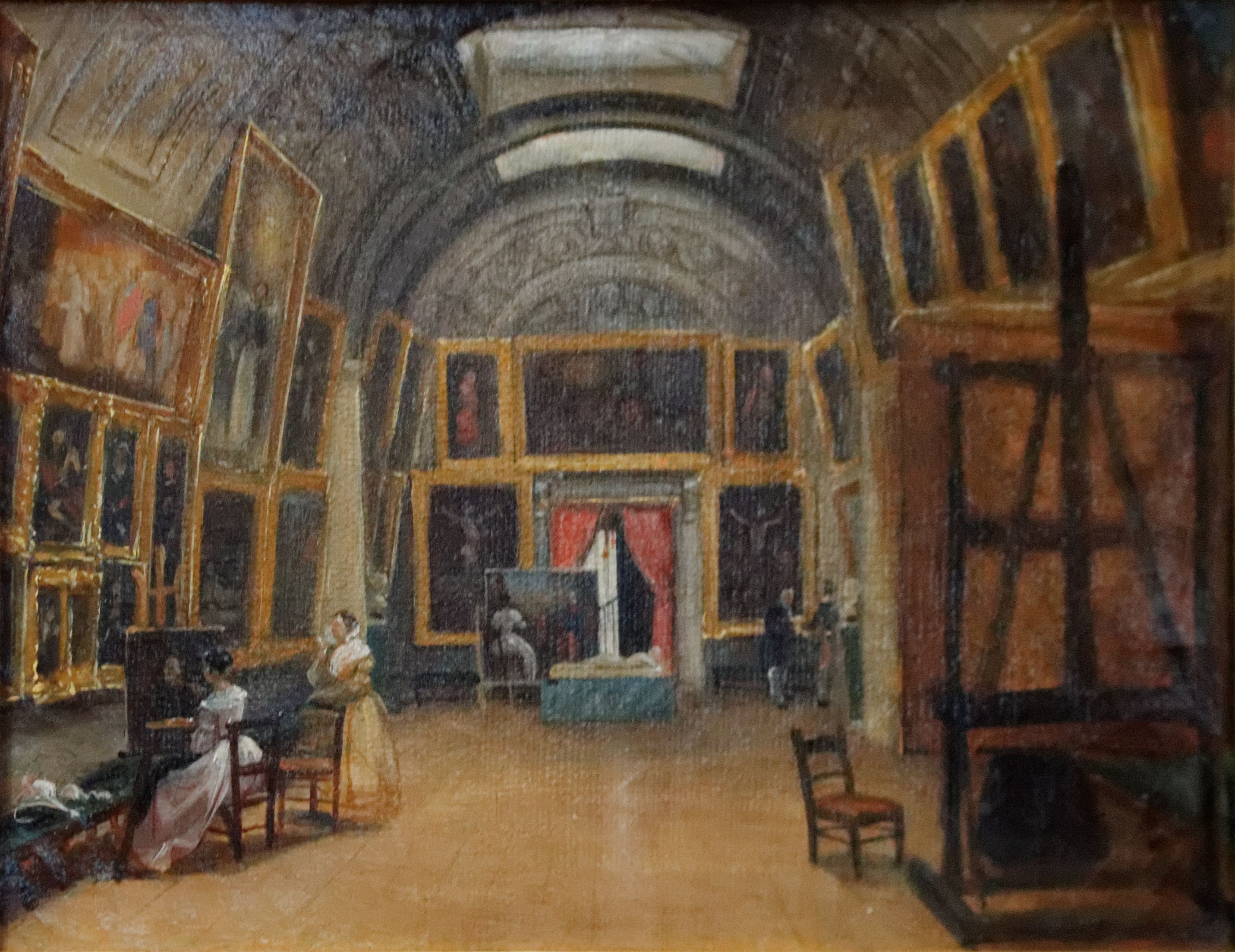
Collection de peinture du marquis de Las Marismas, dans sa résidence parisienne.

En 1829, il acquiert l'hôtel d'Augny 6, rue Drouot à Paris (actuelle mairie du 9e arrondissement) et dans lequel il installe sa collection de peinture, riche d'environ cinq cents tableaux, principalement du Siècle d'or espagnol, qu'il ouvrit au public.
En 1833, Alexandre Aguado achète au banquier Jean-Joseph Perier le domaine de Grossouvre comprenant, entre autres, des forges et fonderies (Grossouvre et Trézy) qu'il modernisa, et en 1836 il acquiert des trois enfants de Beltran (ou Bernard) Douat, marquis de La Colonilla, homme d'affaires basque prétendu noble espagnol mort en 1816 à Ambès (33), le domaine viticole de château Margaux ; il fera richement décorer tout en respectant ses aménagements originels (1810) cette grande villa néo-palladienne, et y invitera artistes, écrivains et relations.
À compter du milieu des années 1820, Aguado est un familier de la station balnéaire de Dieppe dont il est le bienfaiteur. Il est membre du Jockey-Club en 1837 et de l’Athénée des arts, dont il est le président quelques mois avant sa mort.
Amateur d'opéra, il est l'ami et le mécène de Gioachino Rossini qui aurait composé Le comte Ory et Guillaume Tell dans sa maison de campagne (Faith, op. cit.); il est associé commanditaire dans l'exploitation de l'Opéra de Paris sous le directorat du docteur Louis Véron et il prend également le contrôle du théâtre-Italien dont il nomme le directeur, Edouard Robert.
C’est lors d’un séjour en avril 1842 dans les Asturies pour inaugurer la route entre ses mines de Siero et de Langreo au port de Gijon qu’il meurt brutalement d’une attaque d’apoplexie. Ses cendres sont transférées à Paris et une cérémonie solennelle est organisée le 12 avril 1842 en l'Église Notre-Dame-de-Lorette de Paris, dont il fut le bienfaiteur attitré.
Il est inhumé au cimetière du Père-Lachaise dans un monument en marbre blanc surmonté d'un sarcophage "à l'Antique" à pieds de lions, encadré des figures allégoriques de la Bienfaisance et des Arts. L'avenue Aguado comporte la chapelle de la famille Vion-Whitcomb construite par Louis Salvan.
Il laissa une fortune estimée à 20 millions de francs et une importante collection de tableaux, principalement de l'école espagnole, qui sera mise en vente publique en avril 1843, mais dont le produit fut très en deçà des estimations en raison des suspicions de faux de nombreuses toiles; or, selon Faith (op. cit.), il légua au Musée du Louvre une "magnifique collection de tableaux italiens et espagnols (qui sont) exposés dans une galerie portant son nom".
Considéré comme un "parvenu" par ses contemporains, indésirable dans les salons mondains du Tout-Paris à l’exception de celui de la comtesse Merlin, et n’ayant pas dirigé ses affaires dans le but de créer une dynastie financière, le souvenir de son nom s’estompa progressivement de l'histoire du XIXe siècle.

## Distinctions
- Grand-croix de la Légion d'honneur
- Commandeur de l'ordre de Charles III

## Vie familiale

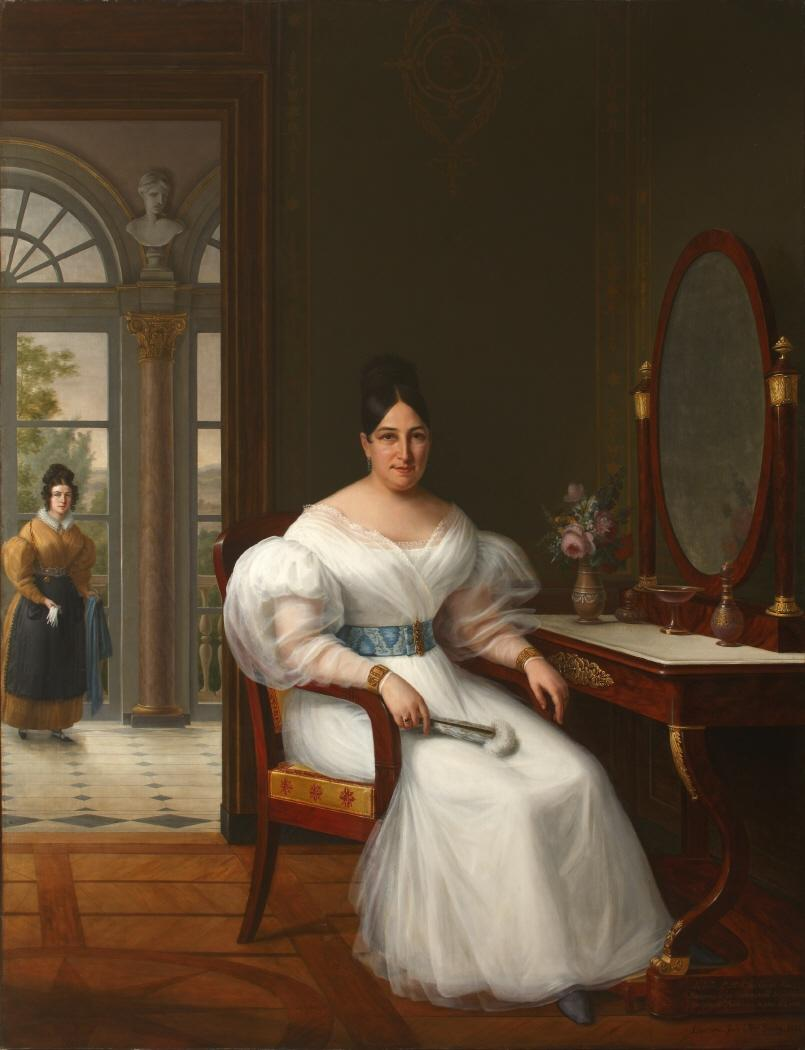
Portrait de son épouse, la marquise de las Marismas del Guadalquivir.

De son union officialisée en  juillet 1830 avec Maria del Carmen Victoria Moreno (1788 -1867), d'origine modeste, il eut trois  fils :
- Alexandre Jean Marie Manuel Aguado (1813-1861), qui après une formation militaire (Saint-Cyr en 1833), embrassa une carrière de diplomate et fut attaché d’ambassade à Vienne et à Florence ; Alfred de Dreux l'a portraituré à cheval vers 1853 (Musée des Arts décoratifs de Paris, don Tenré-Aguado). C'est à Florence qu'en 1841 (?) il épousera Claire Emily ou Emilie Mac Donnell, fille d'un consul anglais issu d'une famille d'origine écossaise installée dans cette ville depuis 1820. Dame du Palais de l'impératrice Eugénie en 1870 elle l'accompagnera en exil (son portrait par Winterhalter est conservé au château de Versailles). Leur hôtel de la rue de l'Élysée fut "un des rendez-vous élégants de Paris" (Faith, op.cit).

Après avoir veillé jusqu'à sa mort sur son époux, naturalisé espagnol, qui était atteint de démence, elle obtint par dispense spéciale de se remarier avec son beau-frère Onésipe ; elle perdit ses trois enfants, dont sa fille Carmen (1847-1880 - son portrait par Winterhalter est, comme celui de sa mère, conservé au château de Versailles), un an après avoir revendu au comte Pillet-Will le domaine de Château-Margaux acquis par son beau-père ;
- Olympe Aguado (1827-1894), marquis de Las Marismas ; il fut photographe comme son frère, qui suit :
- Onésipe Aguado (1830-1895), qui portait le titre de vicomte Aguado ; les deux frères travaillèrent ensemble et sont considérés comme des photographes pionniers.

De la liaison d'Aguado avec la danseuse de l'Opéra Alexandrine Fijan naquit en 1836 un fils naturel, Louis Alfred.
"Epave" des réceptions Aguado, une importante ménagère de couverts en argent armoriés par Odiot figure dans une vente mobilière à Bayeux le 11/11/2021 (reprod. coul. dans "La Gazette Drouot" n°38 - 29/10/2021, p. 144).